# Echter Schenkelkäfer

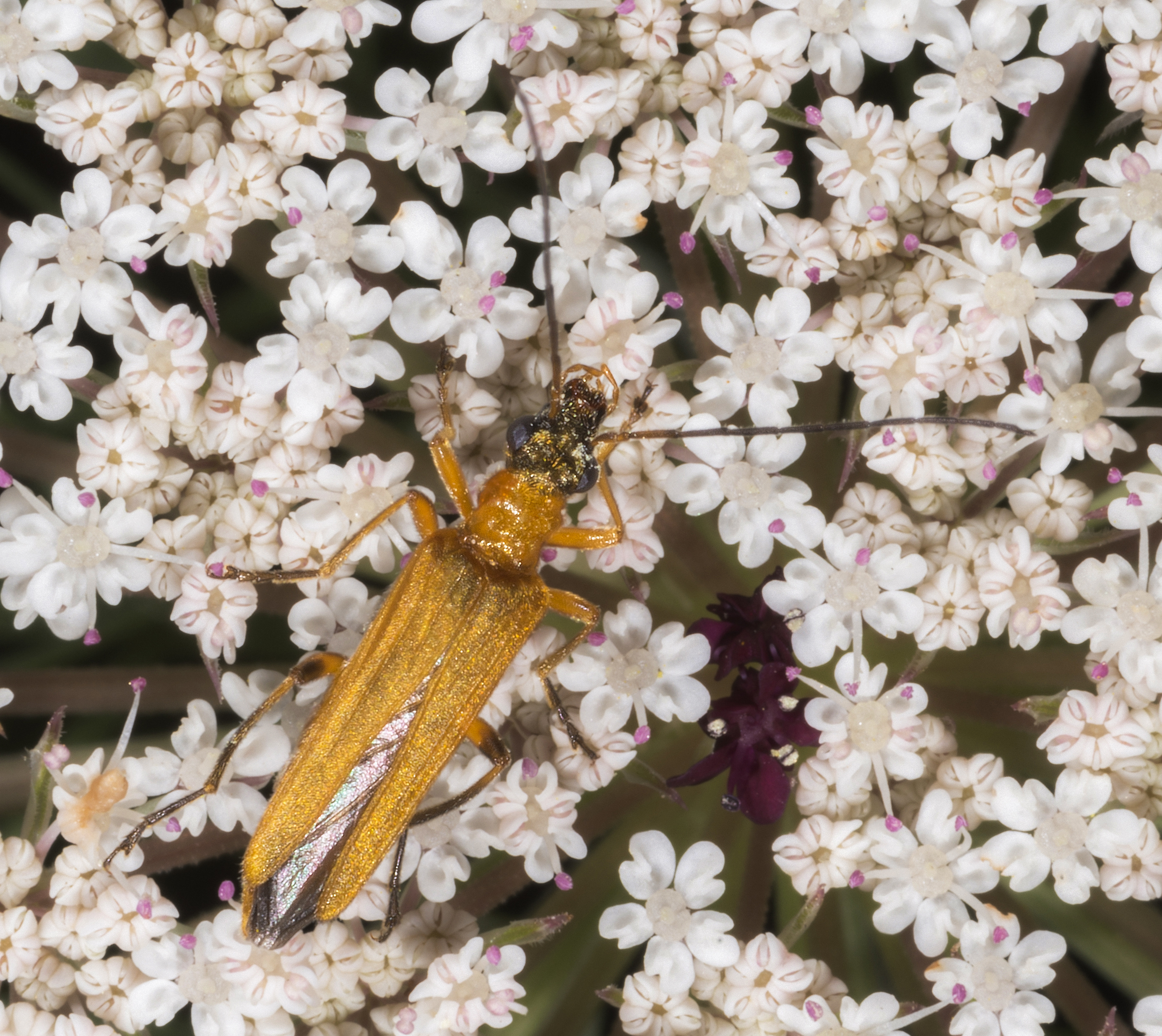
Echter Schenkelkäfer, Weibchen

Der Echte Schenkelkäfer (Oedemera podagrariae) ist ein Vertreter der Familie der Scheinbockkäfer (Oedemeridae).

## Merkmale
Die Käfer werden etwa 8 bis 13 Millimeter lang. Während beim Männchen Kopf, Halsschild und Schildchen dunkel erzgrün gefärbt sind, ist beim Weibchen lediglich der Kopf dunkel. Halsschild und Schildchen sind bei letzterem gelblich. Die Flügeldecken beider Geschlechter sind gelb, Außenrand und Enden sind schwarz. Die Beine sind gelb-schwarz gemustert. Die Hinterschenkel der Männchen sind stark verdickt. Die Gelbfärbung der Käfer tendiert zu Ocker und Hellbraun.

Paarung auf Viburnum tinus

## Verbreitung
Die wärmeliebende Käferart kommt in weiten Teilen Europas vor. Sie fehlt in Fennoskandinavien und auf den Britischen Inseln. Ferner reicht das Verbreitungsgebiet der Art bis nach Nordafrika sowie über Kleinasien bis in den Kaukasus.

## Lebensweise
Den Echten Schenkelkäfer findet man von Mai bis August auf Blüten, Gräsern und Getreide an wärmeren Standorten. Bevorzugte Habitate bilden Waldränder, Feldraine und Ruderalflächen. Die Imagines ernähren sich von Pollen und Nektar. Die Larven fressen das Pflanzengewebe, in dem sie leben.